# Șpring (gmina)
Șpring – gmina w Rumunii, w okręgu Alba. Obejmuje miejscowości Carpen, Carpenii de Sus, Cunța, Drașov, Șpring i Vingard. W 2011 roku liczyła 2420 mieszkańców. 